# Munetaka Higuchi
Pour les articles homonymes, voir Higuchi.
Munetaka Higuchi (樋口宗孝, Higuchi Munetaka, né le 24 décembre 1958 à Nara, Japon, décédé le 30 novembre 2008) est un batteur japonais de heavy metal, membre historique du populaire groupe de metal Loudness, ainsi que des groupes Lazy et SLY.

## Biographie
Il débute en 1977 sous le pseudonyme "Davy" avec le groupe pop-rock Lazy, aux côtés du guitariste Akira Takasaki avec qui il forme Loudness en 1981. Il produit en parallèle d'autres artistes de la scène metal japonaise, lançant notamment la carrière de Mari Hamada. Il sort un premier album solo en 1983, Destruction. Il quitte Loudness en 1993, poursuivant divers projets musicaux: SLY, Bloodcircus, Rose of Rose, the Rock 'n' Roll Standard Club Band. En 1997, son projet Munetaka Higuchi & Dream Castle enregistre un album, Free World, avec de célèbres musiciens internationaux : Steve Vai, Stanley Clarke, Billy Sheehan, Terry Bozzio, Ronnie James Dio, Don Dokken… Il reforme Lazy en 1998, ainsi que le Loudness original en 2001. Il annonce en 2008 être victime d'un cancer du foie, décédant peu après à l'âge de 49 ans.

## Albums solo
- 1983.12.10 : Destruction (ディストラクション ~破壊凱旋録~?)
- 1997.02.21 : Higuchi Munetaka with dream castle : free world
- 2006.08.23 : Higuchi Munetaka Drum Collection

## Liens
- (ja) Loudness - Site officiel